# Nemanthus nitidus
Nemanthus nitidus is een zeeanemonensoort uit de familie Nemanthidae.
Nemanthus nitidus is voor het eerst wetenschappelijk beschreven door Wassilieff in 1908.